# HL Tauri
HL Tauri (abreviado HL Tau) es una estrella T Tauri muy joven en la constelación de Tauro, a unos 450 años luz (140 PC) de la Tierra en la nube molecular de Tauro. La luminosidad y la temperatura efectiva de HL Tauri implica que su edad es de menos de 100 000 años. Su magnitud aparente es de 15.1, demasiado débil para ser visto a simple vista. Está rodeado por un disco protoplanetario marcada por bandas oscuras visibles en la radiación submilimétrica que pueden indicar un número de planetas en el proceso de formación. Se acompaña por el objeto Herbig-Haro HH 150, un chorro de gas emitido a lo largo del eje de rotación del disco que está colisionando con polvo interestelar cerca y gas.